# Жирновка (Омская область)
Жирно́вка — село в Называевском районе Омской области. Административный центр Жирновского сельского поселения.

## История
Основано в 1815 году. В 1928 году состояла из 163 хозяйств, основное население — русские. В административном отношении деревня являлась центром Жирновского сельсовета Называевского района Омского округа Сибирского края.

## Население
| 1926 | 2002 | 2010 |
| ---- | ---- | ---- |
| 870  | ↘647 | ↘548 |

## Улицы
- ул. Бондаренко,
- ул. Молодёжная,
- ул. Новая,
- ул. Южная.